# 嘻哈音樂
嘻哈音樂（英語：Hip-hop music，可簡稱hip-hop / hip hop，即嘻哈），也稱为饒舌音樂（rap music）该流派原名为迪斯科说唱（Disco rap），是一種跟着伴奏、带着韵律吟诵（即饒舌）的音樂風格。因所用的伴奏多产生于音乐取样的方式，而被称作“嘻哈音乐”，两者均誕生於广义的嘻哈文化。该文化包含了司众、饒舌、控盘、刮碟、歇段舞、霹靂舞和塗鴉等几种街頭藝術。
嘻哈音樂及嘻哈文化首先在1970年代美国貧民區的青年中出现，其中大多數是紐約的美国黑人。DJ库尔·赫克就是那些人的其中一员。他被普遍认为是嘻哈音乐的创始人，被誉为嘻哈音乐之父。當時紐約的街區聚會越來越盛行，尤其是在南布朗克斯特別盛行。DJ會在街區聚會中播放流行歌曲的打击乐。嘻哈音樂一開始出現，當時的音樂取樣技術及鼓機都已容易取得，且價格不貴。唱盤技術隨著歇段間奏（breaks）一起發展，配合牙買加式的Deejay唱法。饒舌是演出者依照樂器或是合成的节拍唸詞的演出方式。這個階段的嘻哈稱為舊學派嘻哈。著名的藝人有DJ库尔·赫克、閃耀大師與狂暴五人、妙手佛迪、馬爾雷·馬爾、Afrika Bambaataa、Kool Moe Dee、克帝斯·布羅、Doug E. Fresh、霍迪尼乐团、Warp 9、肥胖男孩及Spoonie Gee。一般認為The Sugarhill Gang1979年的歌曲《Rapper's Delight》是第一首在主流音樂界廣為流行的嘻哈音樂。1980年代的嘻哈音樂開始分化，發展出更複雜的音樂風格。在1980年代以前，嘻哈音樂主要局限在美國。嘻哈音樂在1980年代開始變成許多國家音樂風格中的一部份。
新學派嘻哈是嘻哈音樂的第二波，起源於1983–84年Run-DMC及LL Cool J早期的專輯。黃金年代嘻哈是指1980年代中期到1990年初之間一段創新的年代。著名的藝人有Juice Crew、全民公敵組合、Eric B & Rakim、Boogie Down Productions、KRS-One、EPMD、Slick Rick、野獸男孩、Kool G Rap、Big Daddy Kane、Ultramagnetic MCs、De La Soul及A Tribe Called Quest等。
帮派饶舌是嘻哈音樂中的一種，強調的是市中心年輕人的暴力生活型態以及其貧窮的生活條件。Schoolly D、N.W.A、Ice-T、Ice Cube及Geto Boys是建立帮派饶舌風格的藝人。其最為人知的是混合有政治及社會評論的政治饒舌及帮派饶舌中的犯罪故事及犯罪元素。
在西海岸嘻哈中，G-funk自1990年代起就主導了主流的嘻哈音樂，以Death Row为首的西海岸帮派饶舌风靡全美。1990年代初期至中期的东海岸嘻哈是由非洲中心的爵士饒舌及Native Tongues的另类嘻哈主導，而當時硬核饒舌也相當流行，藝人有纳斯、武当帮及聲名狼藉先生。这时著名的东西海岸之争也是Hip-Hop史上经典之一。
1990年代的嘻哈音樂開始和美國各地的音樂風格融合，例如南部嘻哈及亞特蘭大嘻哈，同時嘻哈音樂也和其他的流行音樂風格同化，例如新靈魂樂。嘻哈音樂是1990年代中間最暢銷的音樂風格之一，流行風潮到21世紀仍延續著。嘻哈音樂也持續在主流音樂發揮影響力。在美國也看到一些相關類型音樂的成功，例如強調節奏及音樂多於歌詞內容的狂克。
不過自2005年起，嘻哈音樂的銷售量嚴重的下滑，直到2010年代中期才有明显好转。Eminem在世纪之交成为了冉冉升起的新星。在2000年代中期，因為像OutKast及肯伊·威斯特等跨界音樂人的成功，另类嘻哈仍在主流音樂中佔有一席之地。2000年代末直到2010年代初期，小韋恩、Soulja Boy、巴比瑞等人是最受歡迎的饒舌樂手。
2010年代，許多歌手像是德雷克、妮姬·米娜、 傑寇以及肯德里克·拉馬爾皆取得巨大的商業成功。此時陷阱音樂團體或歌手，如Migos及未來小子也受到歡迎。。

## 发展

### 嘻哈音乐的诞生与旧学派嘻哈（1973-1983）

#### 霹雳舞与DJ
在20世纪70年代，跨布朗克斯高速公路的建设把纽约布朗克斯区一分为二:2ff，大量低收入的非裔、拉丁裔、加勒比裔聚集在布朗克斯南部，原居于此的白人居民被迫移居:27f。南布朗克斯这个由多民族组成的庞大工人阶级社区成为了嘻哈文化的诞生地。音乐会反映其创作者的社会、经济和政治角色，这些族群的传统对这一新兴的音乐流派产生了深远影响:90，嘻哈也是这些族群表达自己被边缘化、被剥夺权利之现状的一种方式。
迪斯科是当时的主流音乐，为了吸引更多郊区听众，当时的黑人电台也开始播放流行的迪斯科歌曲，很多嘻哈音乐人传承了迪斯科音乐中的大量录音和DJ技巧，因此，迪斯科是催生了嘻哈音乐的风格之一:139。但是欧洲的迪斯科和放克音乐经常对黑人文化元素进行简化或去除，这引起了黑人社区内部的嘲弄不满。百乐门-放克疯的乔治·克林顿曾在他的P-Funk mythology中将其讽刺为「安慰剂综合症」（The Placebo Syndrome）:155ff。这种对迪斯科主流化、商业化和献媚白人文化的一种反叛也是早期嘻哈文化的一部分。

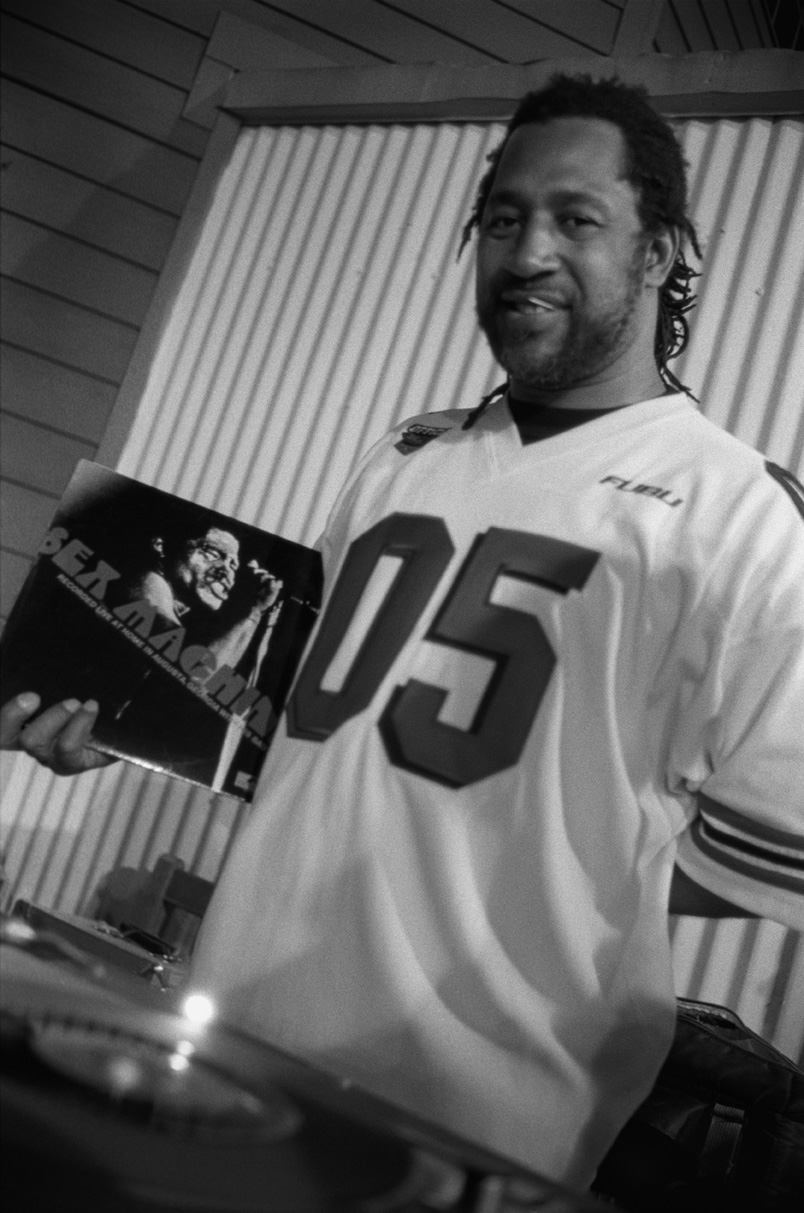
1999年的DJ Kool Herc

在一首迪斯科或放克音乐的歇段（break）斗舞一度在布朗克斯舞者之间流行，有些舞者甚至只会在歇段起舞:225f。舞者对有节奏感歇段的需求越来越高，DJ们也开始为了满足舞者而创作。这样的舞种后来被称为霹雳舞（breakdancing，直译为歇段舞），霹雳舞者被称为「B-girls」或「B-boys」，字母“B”在不同人的眼里可以代表「歇段」（break）、「节拍」（beat）、「对决」（battle）或「布朗克斯」（Bronx）。霹雳舞者很重视创造力，舞者们会争相模仿一个有标志性的原创动作。这种对创造力的追求也传递给了DJ，在DJ比赛里，DJ们会为保密而把唱片的标签撕掉，不让对手知道自己使用的歇段:16。许多早期的嘻哈DJ都是加勒比裔移民，他们利用现有黑胶唱片制作新作品的技术与牙买加的回响音乐非常相似:100。强调真实与创造力而不是空洞的模仿逐渐成为了嘻哈文化的道德准则:692, 742。
位于布朗克斯Concourse Plaza Hotel地下室的「Plaza Tunnel」是当时最受欢迎的俱乐部之一，这里由DJ John Brown担任DJ。为了让舞者持续律动，他会将Jimmy Castor的《It's Just Begun》、The Isley Brothers的《Get Into Something》、Earth, Wind & Fire的《Moment of Truth》、Rare Earth的《Get Ready》、Redbone的《Maggie》、Chicago的《I'm a Man》等各种风格的唱片混音播放:38。

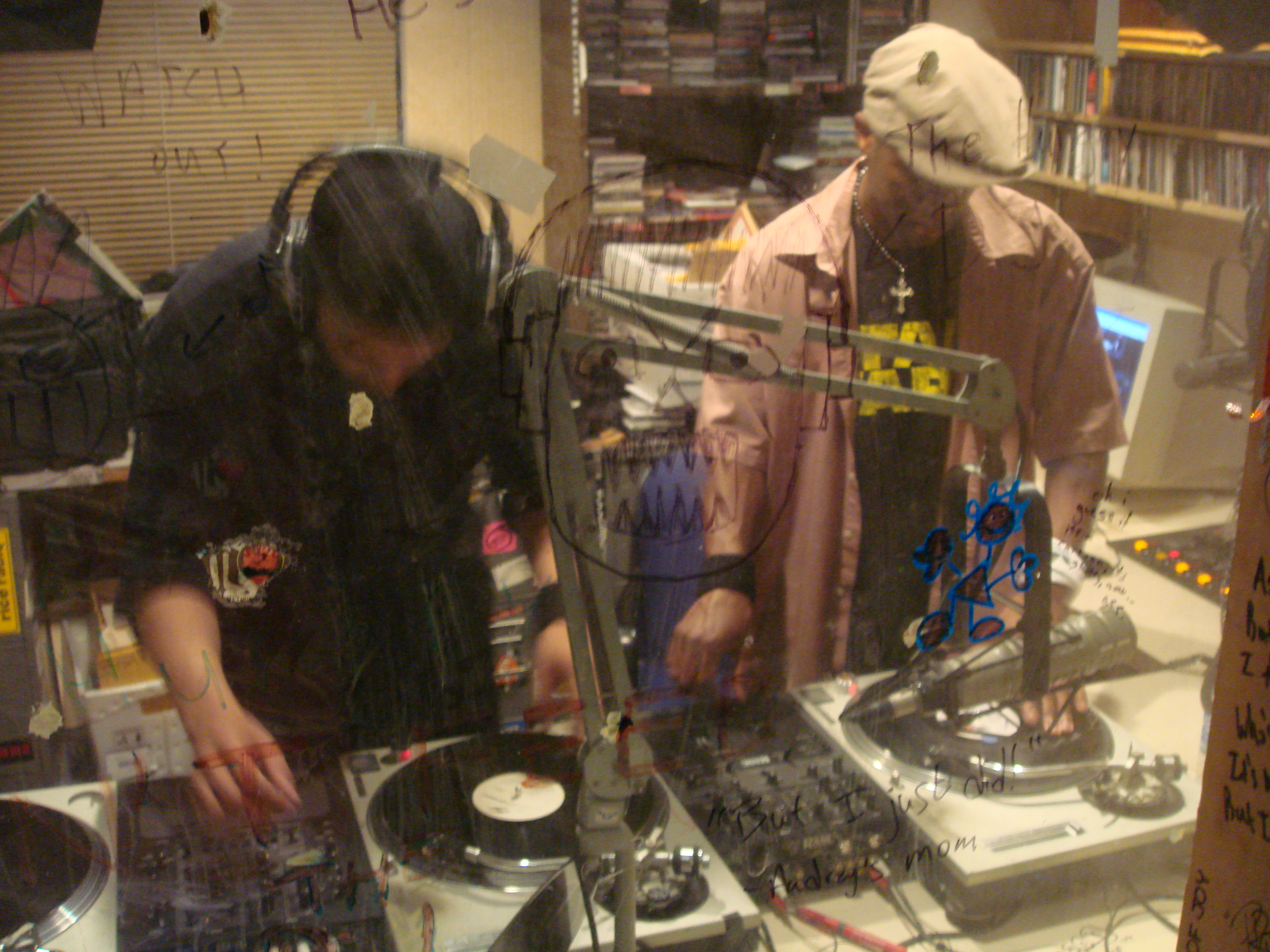
两名在操作打碟机和混音器的DJ

DJ们发现某些器乐歇段特别受欢迎，比如Baby Huey的《Listen To Me》、James Brown的《Give It Up or Turnit a Loose》、Dennis Coffey的《Son of Scorpio》、Cymande的《Bra》、Dynamic Corvettes的《Funky Music Is the Thing》、Jeannie Reynolds的《Fruit Song》、Incredible Bongo Band的《Apache》和《Bongo Rock》等:226f。DJ Kool Herc发现了一个延长这些歇段的方法：他使用两张相同的唱片，通过在两个唱盘之间crossfading从而反复播放相同的片段:33。不过，Herc最初找到歇段的方法非常粗糙。他通常只是大概估算歇段的位置，在切换唱片时经常对不上节拍，只能用讲话填补过渡的空白:227。真正将这个技巧打磨成熟的是像Grand Wizzard Theodore、Jazzy Jay和Grandmaster Flash这样的DJ。他们发展出一种叫「needle dropping」的技巧确保两个唱片之间能无缝衔接:36:15。这种技巧引起潮流，最终演变成另一种嘻哈中的技巧「scratching」。

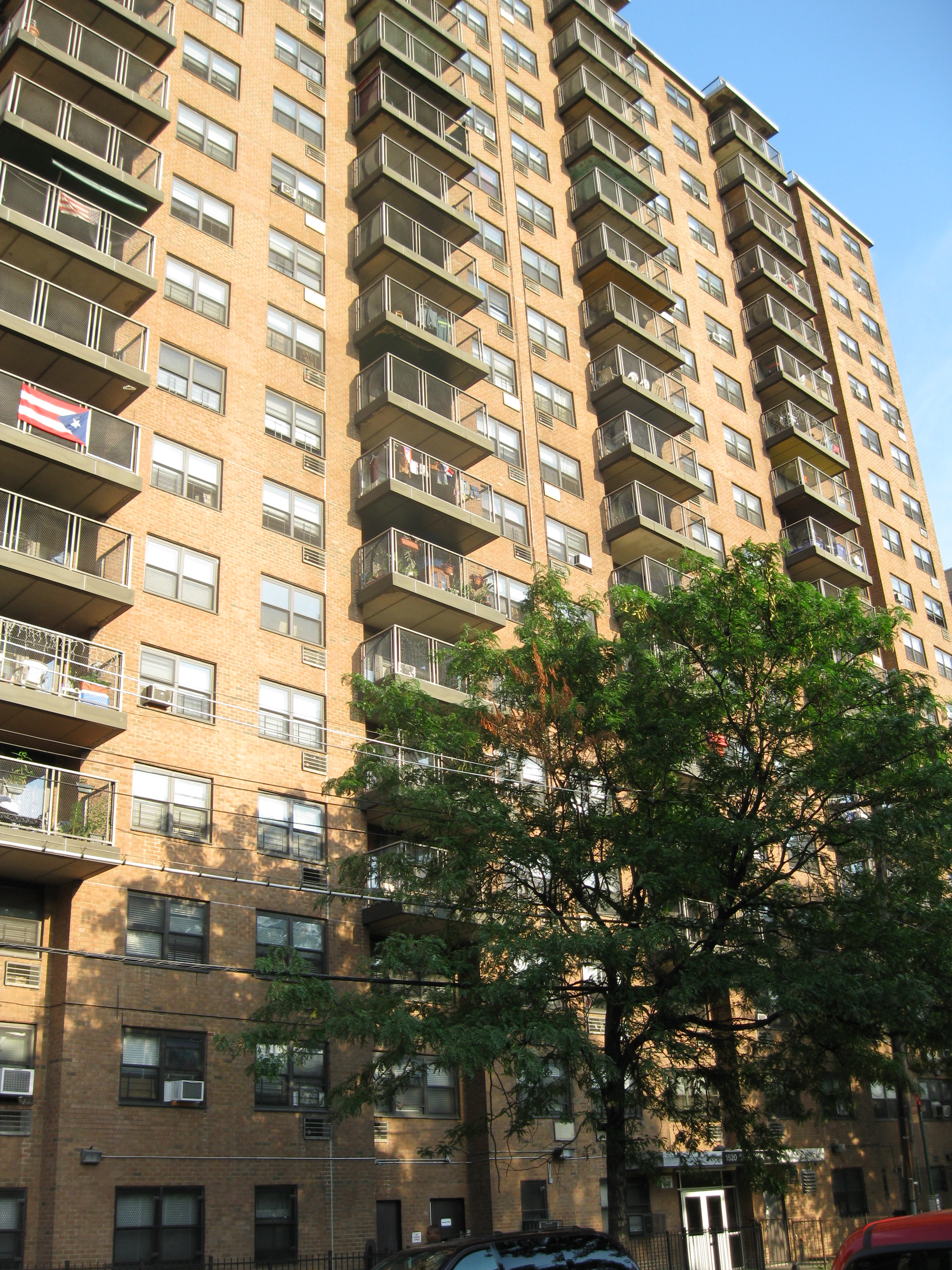
1520 Sedgwick Avenue公寓

1973年8月11日，DJ Kool Herc的姐姐Cindy Campbell在布朗克斯1520 Sedgwick Avenue公寓的娱乐室举办了一场派对，DJ Kool Herc在该派对上首次尝试了上述的延长歇段方法，后来，该派对的举办日期被广泛营销为「嘻哈诞生日」。DJ Kool Herc的家族来自牙买加，他在12岁随家人移民到美国。起初，DJ Kool Herc否认自己的风格与牙买加音乐有任何关联:45，但他后来逐渐承认了自己受到的牙买加影响:35。

#### 街区派对
很快，DJ Kool Herc吸引的受众越来越多，一间很小的公寓娱乐室已经装不下那么多的参与者了，当时正发展迅速的街区派对进入了他的视线。街区派对（block party）也是嘻哈文化最早的起源地之一。70年代初，来自布朗克斯Sotomayor Houses公共住宅区的Disco King Mario组织了大量街区派对，他是本地黑帮「Black Spades」的头目:6，依靠帮派来保护自己的派对正常运行。对当时的青少年而言，这些派对成了在街头犯事之外的一种精力发泄，Cold Crush Brothers成员Tony Tone曾说过“嘻哈拯救了很多人的生命”。作为生活在城市边缘地带的少数族裔青年，参与嘻哈文化成为了逃离暴力和帮派文化、缓解生存压力的方式。MC Kid Lucky曾在2006年的采访中回忆：“人们停止打架，开始用霹雳舞来一决高下。”
在70年代，一场典型的嘻哈派对通常会包含DJ、MC和B-boy三大项目，此外还有负责布置舞台、设计派对传单和海报的涂鸦艺术家:35。街区派对通常有很浓的帮派色彩，派对上的涂鸦、说唱、霹雳舞比赛很大程度上是帮派斗狠文化的一种艺术化体现。很多嘻哈团体在街头帮派的暴力倾向转化为创造力的过程中诞生，比如由Black Spades成员Afrika Bambaataa创立，包括大量街舞舞者、涂鸦艺术家、说唱歌手组成的嘻哈团体「Universal Zulu Nation」；吸收了波多黎各裔成员的霹雳舞团体Rock Steady Crew等:143。在1977年纽约市大停电期间，大量DJ设备由于嘻哈文化日益流行而被盗窃，2006年，DJ Kool Herc曾在一次采访中回忆：「第二天突然就多了一千个新DJ。」到1978年，《Billboard》杂志已经注意到布朗克斯地区「B-beats」的盛行:2。

#### 饶舌
饶舌音乐本不是嘻哈文化的必要元素，但两者在之后几乎成为了同义词，这归功于MC在嘻哈派对上重要度的上升。一开始，嘻哈DJ像迪斯科DJ一样，都需要亲自和听众喊话交流。随着DJ的工作越来越复杂，派对上负责介绍DJ、与观众喊话并带动氛围的MC经常和DJ一起出现。起初，有的MC尝试用牙买加式的「Toasting」带动氛围，但DJ Kool Herc发现了toasting的局限性，与他的MC Coke La Rock共同发展出一种在歌曲歇段饶舌的表演风格，这种饶舌表演逐渐演变成更复杂的竞技和音乐创作。在嘻哈文化的浸染下，MC们也追求着通过创造力和竞争力脱颖而出。饶舌团体「Grandmaster Flash and the Furious Five」的成员Melle Mel被广泛认为是第一个自称「MC」的饶舌歌手。
在嘻哈音乐诞生之初，尽管也有如DJ Hollywood、Kurtis Blow、Spoonie Gee在内的MC发过一些有代表性的歌，直到像LL Cool J这样更具有台风和音乐性的饶舌歌手崛起之前，早期的嘻哈音乐都以团体创作和现场表演为主，其团体成员通常参加过街头帮派，创作重心是成员之间如何别出心裁的配合。1981年，嘻哈团体Funky 4 + 1在《周六夜现场第六季》受邀登场表演，这是第一个登上美国全国性电视节目的嘻哈艺人。
很多女性饶舌歌手在嘻哈文化的早期诞生，Funky 4 + 1中的MC Sha-Rock就是最早的女饶舌歌手之一。1979年，三人女子嘻哈组合The Sequence与Sugar Hill Records签约，其成员包括知名灵魂乐手安琪·史东。她们的单曲《Funk You Up》是历史上首支由全女性组合推出的嘻哈热单:28。

#### 唱片发行与旧学派嘻哈
1973年至1983年被称为「旧学派嘻哈」（Old-school hip-hop）时期，嘻哈音乐的人气在这十年间迅速飙升。
在发展的前几年，嘻哈音乐主要以现场音乐表演的形式发展，并且地域性很强，布朗克斯嘻哈音乐人DJ Disco Wiz与Grandmaster Caz发行了最早的嘻哈私制唱片之一。至1977年，纽约市外的嘻哈DJ也开始流行通过调音台录制私制唱片。在纽约之外，费城成为最早的嘻哈中心之一。1971年，一位市议员将费城称为“世界涂鸦之都”。到1979年，该市已开始出现如Jocko Henderson的《Rhythm Talk》、Lady B的《To the Beat, Y'all》等嘻哈音乐唱片。
1979年3月，Fatback Band的单曲《You're My Candy Sweet》发行，其B面曲目《King Tim III (Personality Jock)》被认为是第一首被正式商业发行的说唱歌曲:81。Mercury Records是首家签约说唱艺人的主流唱片公司。1979年12月7日，该公司发行了Kurtis Blow的《Christmas Rappin'》，销量达40万张，并于12月15日在英国单曲上排名第30，最终成为一首圣诞经典曲目:191。

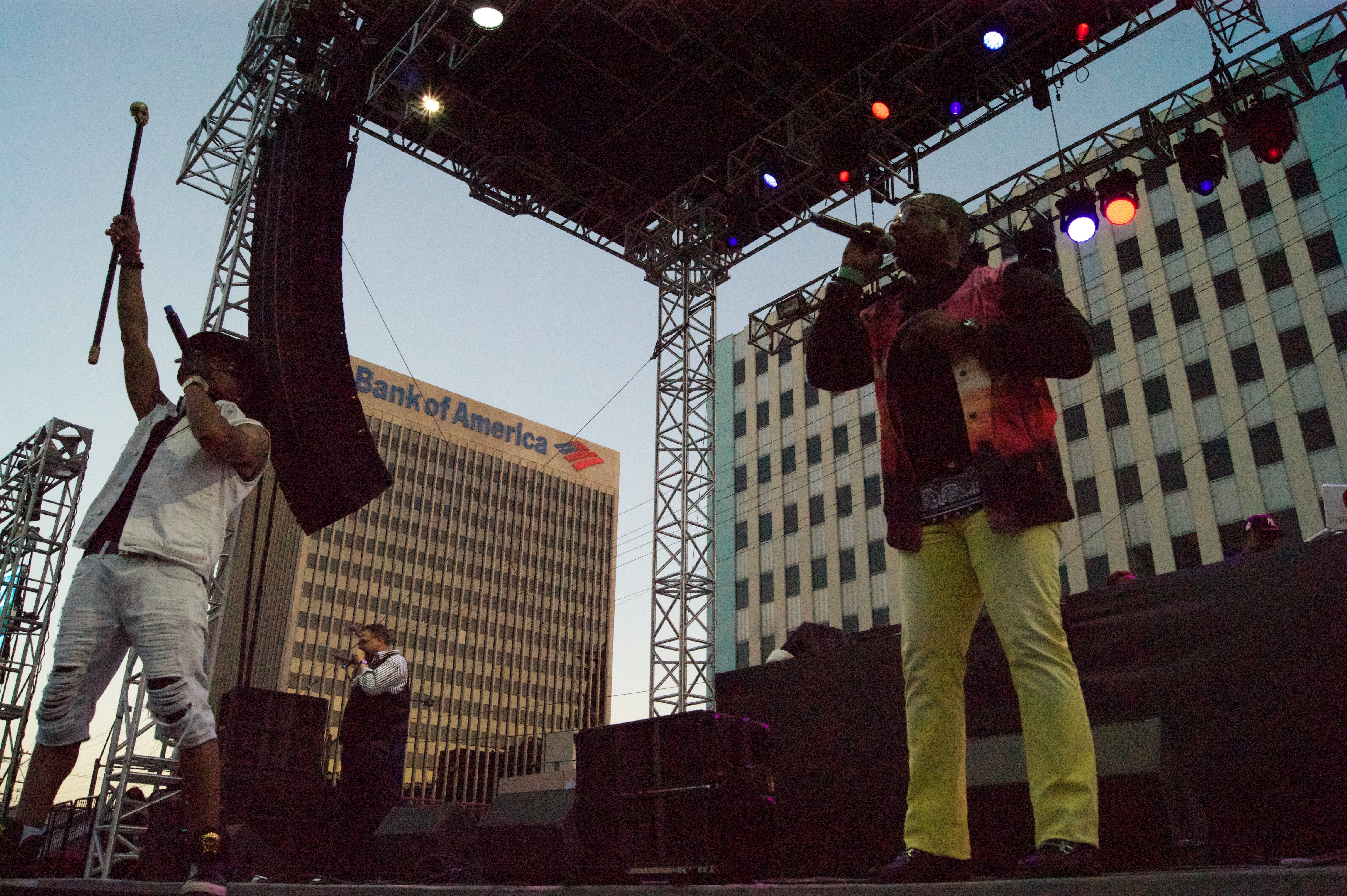
2016年的The Sugarhill Gang演出

1979年6月4日，Chic乐队的单曲《Good Times (Chic song)》发行，并于8月18日在单曲榜登顶，成为很多说唱歌手的心头好。8月2日，Sugar Hill Records的老板兼音乐人Sylvia Robinson雇佣了一支乐队演奏《Good Times》，并让她刚组建的嘻哈团体The Sugarhill Gang跟着伴奏模仿The Cold Crush Brothers在内的各种嘻哈团体的表演，最终录制了一首说唱歌曲:81。9月16日，为了赶上嘻哈音乐的潮流，The Sugarhill Gang的单曲《Rapper's Delight》发行:132。尽管这种风格在布朗克斯当地已经略显过时，但《Rapper's Delight》后来还是在美国单曲榜上夺得前40名的好成绩，这标志着嘻哈音乐开始走向主流，有的嘻哈音乐人将其称为「嘻哈的第一次死亡」（The First Death of Hip-Hop）:127ff。后来，Chic的Nile Rodgers和Bernard Edwards共同以侵权为由起诉了Sugar Hill Records，并赢得了《Rapper's Delight》的词曲署名权。
1980年，Kurtis Blow的《The Breaks》成为首支获得金唱片认证的嘻哈单曲:191。

### 从旧学派到新学派（1983-1986）

#### 制作工具的发展

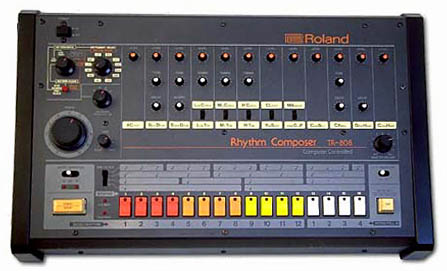
Roland TR-808鼓机

音乐制作技术的发展影响着嘻哈音乐的风格变迁。20世纪80年代，录音设备的小型化使得更平价的采样器、合成器和鼓机被普及，Akai MPC 2000采样器、Linn 9000、Roland TR-808鼓机等都为嘻哈制作人所钟爱。其中尤为重要的是1980年罗兰公司推出的TR-808鼓机，作为最早的可编程鼓机之一，用户可以在上面自定义节奏而非仅依赖有限的预设模式。尽管该产品最初在商业上没有成功，但因为它在二手市场价格实惠、容易操作、声音独特且带有标志性的深沉大鼓音色，80年代的地下音乐圈涌现出大量TR-808的邪典追捧者。随后，TR-808开始走红，1982年10月Marvin Gaye的《Sexual Healing》是最早使用TR-808的热单之一，它逐渐成为了电子音乐和嘻哈音乐的基础制作工具。最终，TR-808成为所有鼓机中最大的热单制造机，它对嘻哈音乐的影响让它成为流行音乐史上最具影响力的发明之一，甚至让它被评价为嘻哈音乐的Fender Stratocaster。

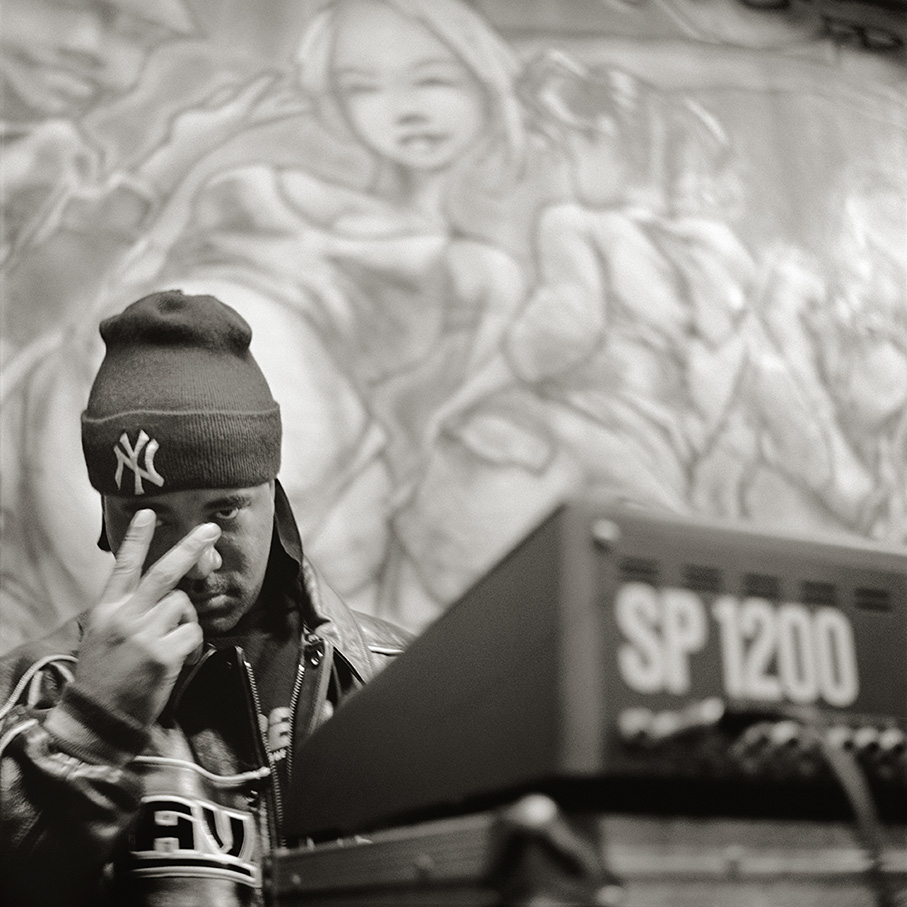
Marley Marl和他的SP-1200

与此同时，像Akai S900和E-mu SP-1200这样的采样器为制作人带来了更强大的采样能力。利用采样器，仅需几秒就能完成原来需要DJ用两张唱片操作制造的breakbeats:192。Marley Marl就是最擅长使用采样器结合鼓机的制作人之一，1991年，他为LL Cool J制作的《Mama Said Knock You Out》夺得了格莱美奖:151。

#### 新学派时期

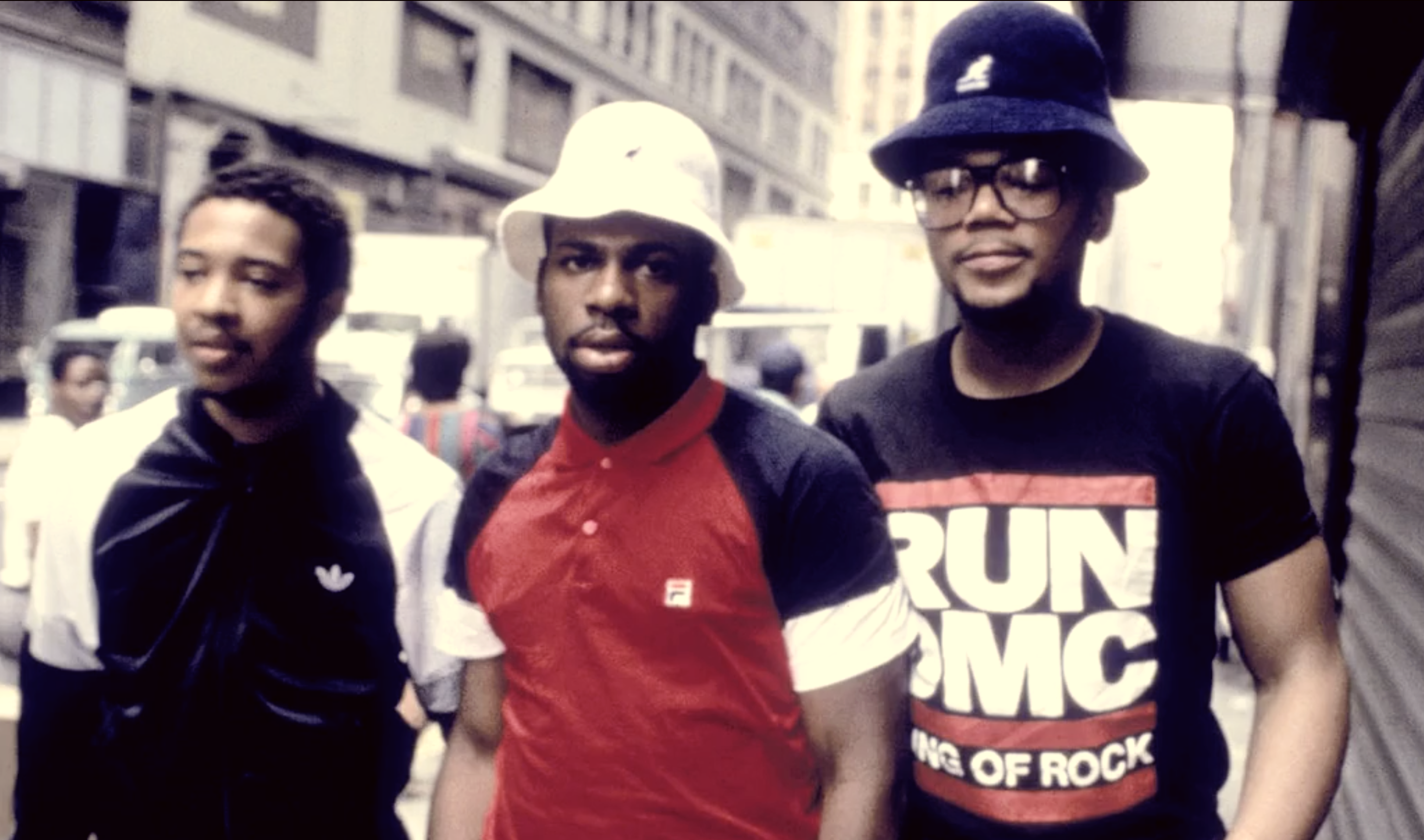
来自Run-DMC的Joseph "Run" Simmons、Jason "Jam Master Jay" Mizell和Darryl "D.M.C." McDaniels（由左至右）

「新学派嘻哈」（New School Hip-Hop）是嘻哈的第二波浪潮，始于约1983年，新学派在老学派调侃和自夸的风格之上更有攻击性。纽约的Run-DMC和LL Cool J是这种风格的代表。
相比于老学派中较复杂的放克和迪斯科，新学派更倾向使用简单的鼓机编排作为节奏基底:151，做出适合在电台播放的、时间较短的单曲以及更有连续性的LP专辑，让嘻哈音乐更加主流化。1986年7月15日，Run-DMC的第三张专辑《Raising Hell》成为首张获白金唱片认证的嘻哈专辑。其中还包括与Aerosmith合作的经典跨界热单《Walk This Way》。同年，Beastie Boys的《Licensed to Ill》成为史上第一张登顶《Billboard 200》的专辑。随着嘻哈的商业影响力越来越强，1986年，可口可乐旗下的雪碧请Kurtis Blow在其广告中出场代言，后来其他软饮公司也相继效仿。嘻哈元素和嘻哈名人开始在美国全国性的广告中出现。
新学派说唱歌手往往会通过与其他歌手发生冲突来出名，他们之间会相继出歌「diss」攻击对方，很多时候双方都会在这种宿敌关系中提高知名度和销量。典型的例子是LL Cool J和Kool Moe Dee，1987年10月3日，Kool Moe Dee的专辑《How Ya Like Me Now》发行，其专辑封面是LL Cool J标志性的Kangol棒球帽被压在Kool Moe Dee的吉普车下，而专辑的同名歌曲就是一首对LL Cool J的diss歌曲，LL Cool J在之后发布了diss Kool Moe Dee的《Jack the Ripper》回击。

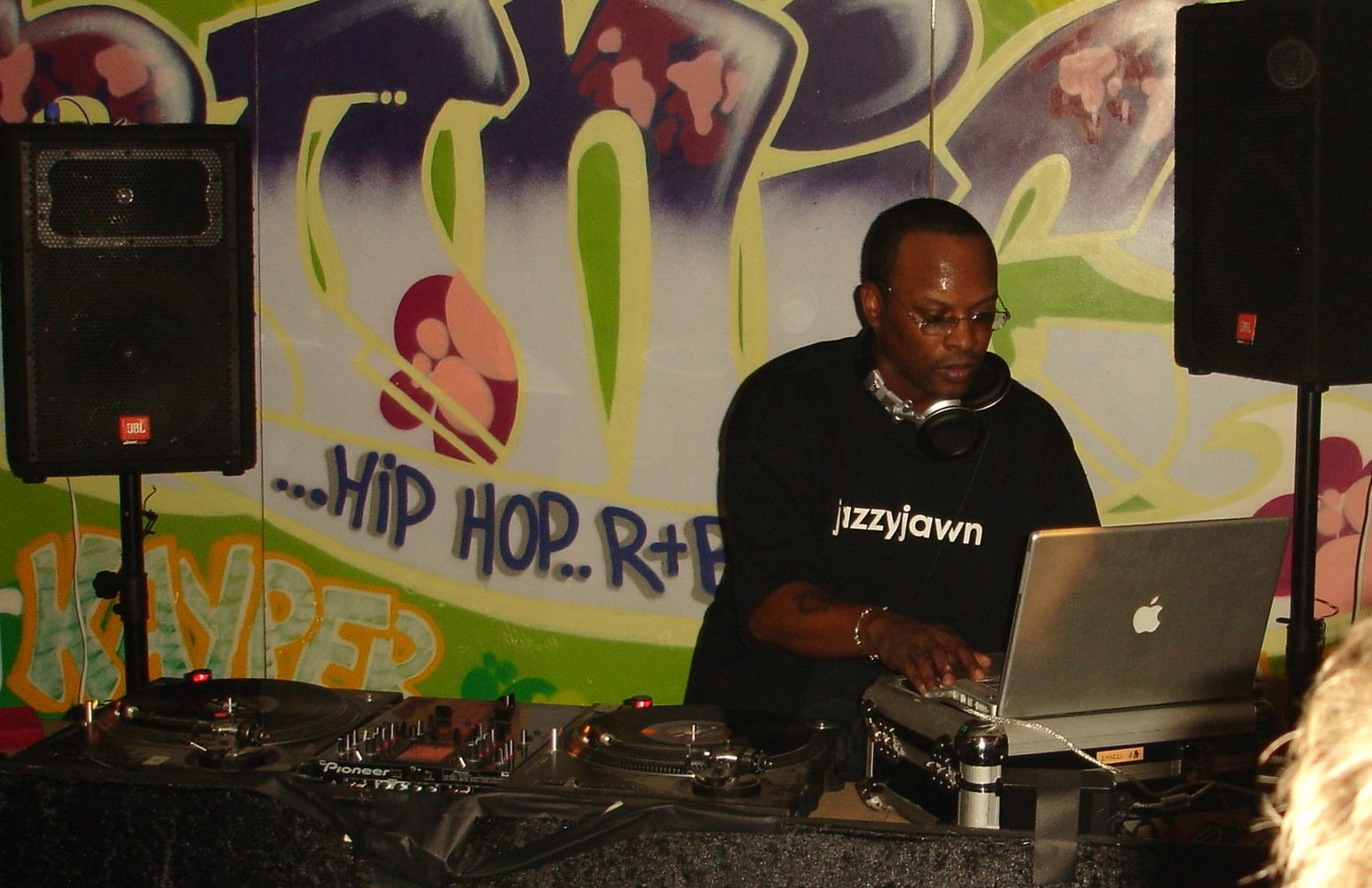
DJ Jazzy Jeff

这一期间也诞生了大量风格独特的嘻哈音乐人。1988年，Cypress Hill由Sen Dog（Mellow Man Ace的哥哥）、Eric Bobo和DJ Muggs在洛杉矶南盖特市郊区成立，组合名「Cypress Hill」得名于南洛杉矶的一条街，这是最早得到主流认可的拉丁裔嘻哈组合之一。1989年，年仅19岁的皇后拉蒂法发布首张专辑《All Hail the Queen》。同年，美国国家录音艺术科学学院在格莱美奖中设立了格莱美奖最佳说唱表演奖，首年奖项颁给了DJ Jazzy Jeff & the Fresh Prince的《Parents Just Don't Understand》。

#### 风格分化

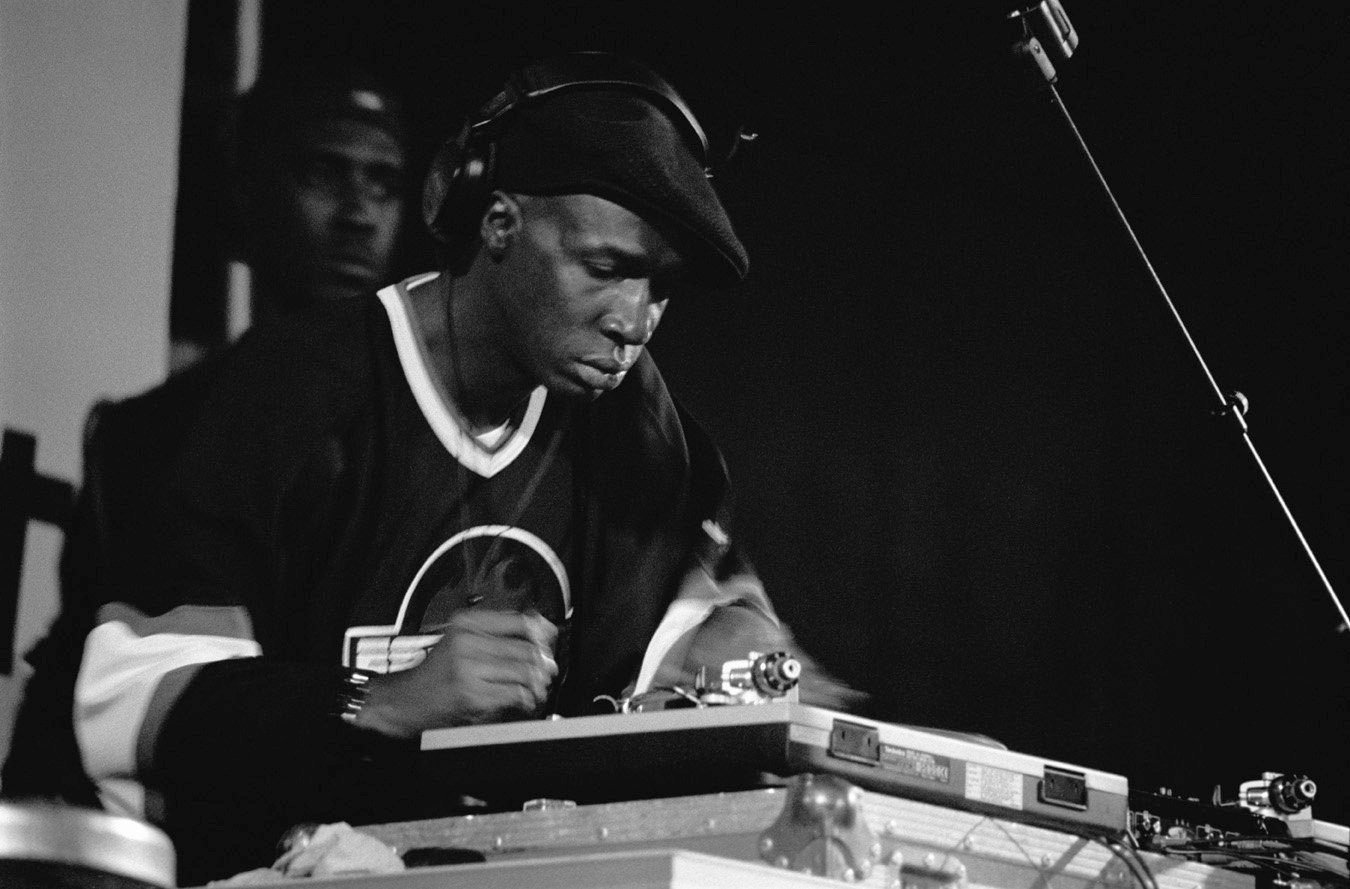
Grandmaster Flash

在音乐性上，Grandmaster Flash的单曲《The Adventures of Grandmaster Flash on the Wheels of Steel》（1981）完全由采样元素组成，是新时期嘻哈的代表作。同时，Afrika Bambaataa & Soulsonic Force的《Planet Rock》（1982）体现了嘻哈与电子舞曲的结合，Bambaataa从坂本龙一的《Riot in Lagos》中汲取灵感，还融入了Kraftwerk的专辑《Trans-Europe Express》和歌曲《Numbers》中的元素。《Planet Rock》被认为是Electro风格音乐的开创性作品，催生了如Planet Patrol的《Play at Your Own Risk》（1982）和C Bank 的《One More Shot》（1982）等歌。像Warp 9的Nunk和Light Years Away也体现了这类音乐与非洲未来主义的交织。Electro的流行也帮助嘻哈文化走出美国。英国DJ Greg Wilson就会播放《Planet Rock》、Extra T 的《ET Boogie》、Man Parrish的《Hip Hop, Be Bop (Don't Stop)》等作品，助其在英国落地生根。
在发展中，说唱音乐的歌词不再局限于老学派的自夸和简单的喊口号，歌手们开始创作涵盖更多主题的隐喻性语言。1982年，Grandmaster Flash and the Furious Five的单曲《The Message》聚焦公共住宅区的贫民疾苦问题，被认为开启了政治说唱的先河。其中对暴力违法行为的美化，让嘻哈音乐像摇滚乐一样受到保守派的反感和担忧。
20世纪80年代初期，为了地方电台和夜店DJ的市场需求，像Tommy Boy、Prism Records、Profile Records一样的独立唱片公司迅速崛起，以极快的速度发行新唱片。如Arthur Baker、John Robie、Lotti Golden、Richard Scher之类的制作人也推动了嘻哈在不同音乐风格上的突破。一些说唱歌手最终进入主流流行音乐市场。1981年，Blondie的《Rapture》和新浪潮乐队the Waitresses的《Christmas Wrapping》是最早将说唱融入流行音乐的作品之一。
这也是嘻哈音乐在全世界迅速传播的时期。霹雳舞仍然是嘻哈文化全球性传播的先锋。在南非，霹雳舞团体Black Noise和Prophets of Da City意识到霹雳舞与巴西黑奴武术卡波耶拉等非洲侨民传统之间的文化联系，推动了嘻哈文化在南非的传播:58ff。
1982年，嘻哈文化随着DJ藤原浩在舞厅中播放嘻哈音乐而传入了日本。在法国，音乐家兼主持人Sidney凭借1984年在法国电视一台的节目《H.I.P. H.O.P.》成为法国首位黑人电视节目主持人。法国电台Radio Nova助力了像Dee Nasty一样的法国嘻哈明星出名，Dee Nasty发行的合辑《Rapattitude》和1984年的专辑《Paname City Rappin'》也帮助了嘻哈音乐在法国流行:5–8。

### 黄金年代（1986-1997）

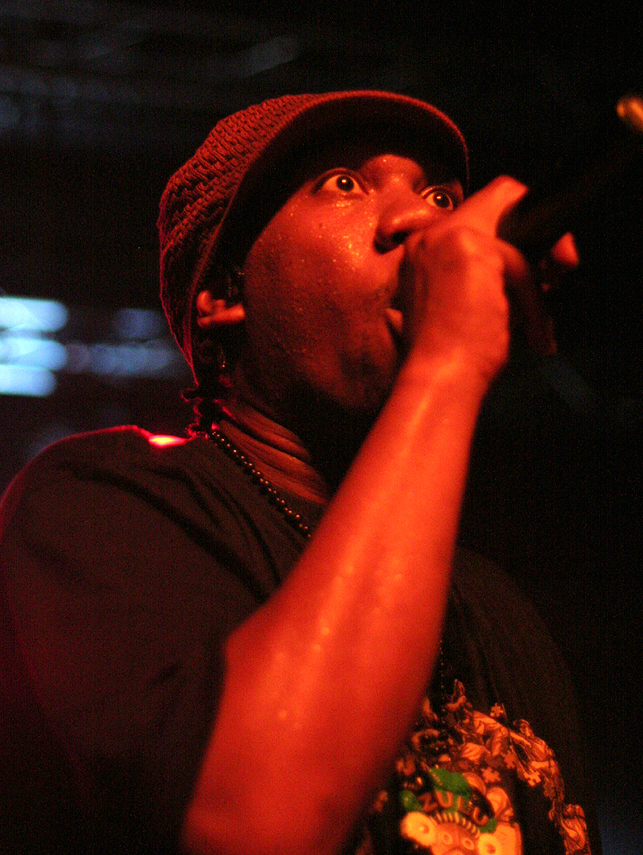
KRS-One

嘻哈开始走向主流的1986至1990年代中期被称为「嘻哈黄金年代」，嘻哈音乐在这个时代的多样性和创新性都得到发展，影响力也大幅扩大，这是被《滚石杂志》描述为：「每首单曲都在重新定义风格」的年代
黄金年代的音乐风格大胆试验，采样内容取材广泛多元，很多歌受爵士乐影响深厚，非洲中心主义与激进的政治表达是常见的歌词创作主题:162f。这一时期有关注度的艺人包括：Public Enemy、KRS-One、Boogie Down Productions、Eric B. & Rakim、Brand Nubian、De La Soul、A Tribe Called Quest、Gang Starr、Big Daddy Kane、Digable Planets、Jungle Brothers、Beastie Boys、Wu-Tang Clan、Nas、Jay-Z、Notorious B.I.G.、Diddy、Dr. Dre、Ice Cube、Snoop Dogg、Tupac Shakur等。
在这一时期，专辑成为衡量艺术成就的重要标志，专辑有没有完整的艺术表达成了嘻哈音乐的重要评价标准。1987年就诞生了多张具有里程碑意义的专辑，包括Boogie Down Productions的《Criminal Minded》、Public Enemy的《Yo! Bum Rush the Show》和Eric B. & Rakim的《Paid in Full》。

#### 匪帮说唱
匪帮说唱（Gangsta rap）是嘻哈音乐的一个子类型，反映了美国贫民区非裔青年充斥着暴力的生活环境，将犯罪故事、街头生活和政治社会评论相融合。1985年，Schoolly D发行了《P.S.K. What Does It Mean?》，其歌词包括「Nigga」在内的街头俚语，通常被认为是第一首匪帮说唱。Ice-T在第一次听到这首歌时“惊掉了下巴”，随后在1986年受启发创作了《6 in the Mornin'》。1987年，嘻哈团体Boogie Down Productions发行专辑《Criminal Minded》，首次让枪支出现在封面设计中。1988年，Boogie Down Productions发行了续作《By All Means Necessary》，KRS-One在封面中手持一把乌兹冲锋枪。

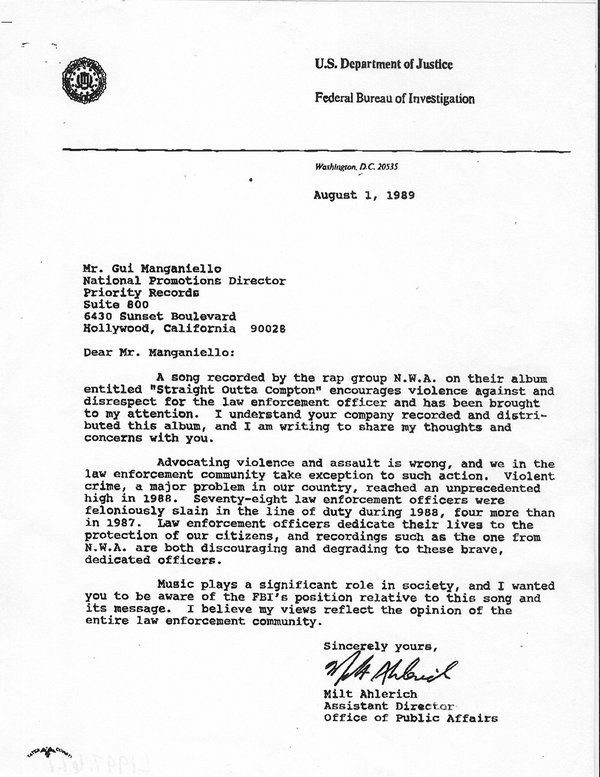
FBI对Priority Records关于N.W.A.的致信

1987年，嘻哈团体N.W.A于洛杉矶成立，成员有Arabian Prince、Eazy-E、Ice Cube、Dr. Dre、DJ Yella和MC Ren，该团体常被评价为匪帮说唱的代言人，他们的存在把洛杉矶变为了纽约以外的另一座嘻哈之城。1989年，N.W.A发行了首张录音室专辑《Straight Outta Compton》。与同时期的其他嘻哈音乐人相比，他们的歌词更加粗俗，会露骨地描绘暴力和性，在态度上公开地对抗权威和社会。再配上以摇滚吉他为主的粗犷节奏，营造出了反叛硬核的音乐氛围。专辑内的歌曲《Fuck tha Police》引发了嘻哈史上首个由歌词而起的重大争议，甚至让FBI时任助理局长Milt Ahlerich给专辑发行公司Priority Records致信批评该专辑「令人沮丧且有辱尊严」。
1992年3月，Body Count乐队发行了单曲《Cop Killer》，其涉及到攻击警察和美国体制的主题引发巨大争议，Body Count成员Ice-T的现场表演遭遇审查，发行商华纳音乐集团也不愿发行他的下一张嘻哈专辑《Home Invasion》。该单曲还掀起美国社会对匪帮说唱的抨击，匪帮说唱成为1992年美国总统选举的议题，被乔治·H·W·布什、比尔·克林顿、丹·奎尔等大量政治人物公开批评。Ice-T曾在1992年7月接受《洛杉矶时报》采访时反驳道：「这些政客难道不明白，这个国家就是建立在我歌里所表达那种革命政治思想之上的吗？我只想说难道他们从来没听过国歌吗？有没有人知道《星条旗永不落》其实只是一首关于我们和警察枪战的歌。他们难道忘了保罗·里维尔就是警告大家『警察来了，警察来了』而成了独立战争英雄吗？」

#### 步入主流

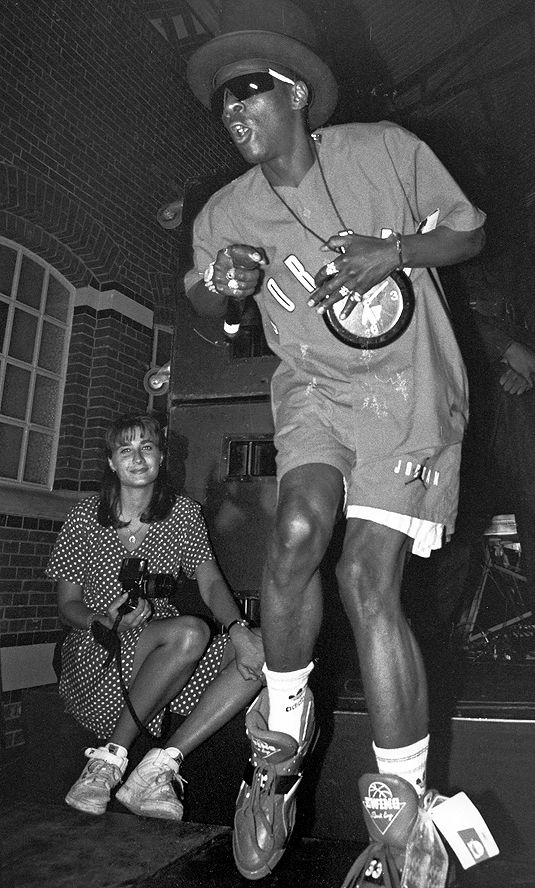
1991年，Public Enemy成员Flavor Flav在表演

1990年被称为「说唱爆发之年」。1989年，嘻哈歌手Tone Lōc的《Wild Thing》是全年销量最高的单曲。到1990年2月，嘻哈音乐在公告牌百强单曲榜上面占了近三分之一。该年2月，嘻哈音乐得到《洛杉矶时报》的赞扬：「20世纪80年代末爆发的能量与创意，让如今诞生于街头的说唱可能是自20世纪50年代的摇滚诞生以来最具活力的流行新声。」同月，《时代周刊》也表达了类似的观点：「说唱就是当今的摇滚乐。摇滚乐关乎于态度、反叛、有力的节拍、性，有时候还有社会评论。」
同年4月，Public Enemy发行了专辑《Fear of a Black Planet》，在市场和口碑都取得巨大成功。7月，MC Hammer发行他的第三张专辑《Please Hammer, Don't Hurt 'Em》，登顶美国专辑榜。专辑内主打歌《U Can't Touch This》于1990年5月发布后成为全球现象级作品，在1990年百强单曲榜跻身前十，并在多个国家登顶。该专辑成为RIAA认证的首张钻石级嘻哈专辑（销量超过1000万），到1996年销量已达1800万张。同年11月，Vanilla Ice 的《Ice Ice Baby》成为第一首单曲榜登顶的嘻哈单曲。许多黑人电台此时依旧对嘻哈保持距离，拒绝播放嘻哈音乐。Russell Simmons就说过「黑人电台从一开始就讨厌说唱，到现在仍然有很多抵触。」但是这并没有阻挡嘻哈在90年代中期商业价值的膨胀，1999年，嘻哈以8100万张CD的销量成为了当年最畅销的音乐风格。到90年代末，Wu-Tang Clan、Diddy和Fugees等音乐家代表了嘻哈音乐的艺术性发展。同时，白人嘻哈团体Beastie Boys赢得跨越种族界限的商业成功和尊重。

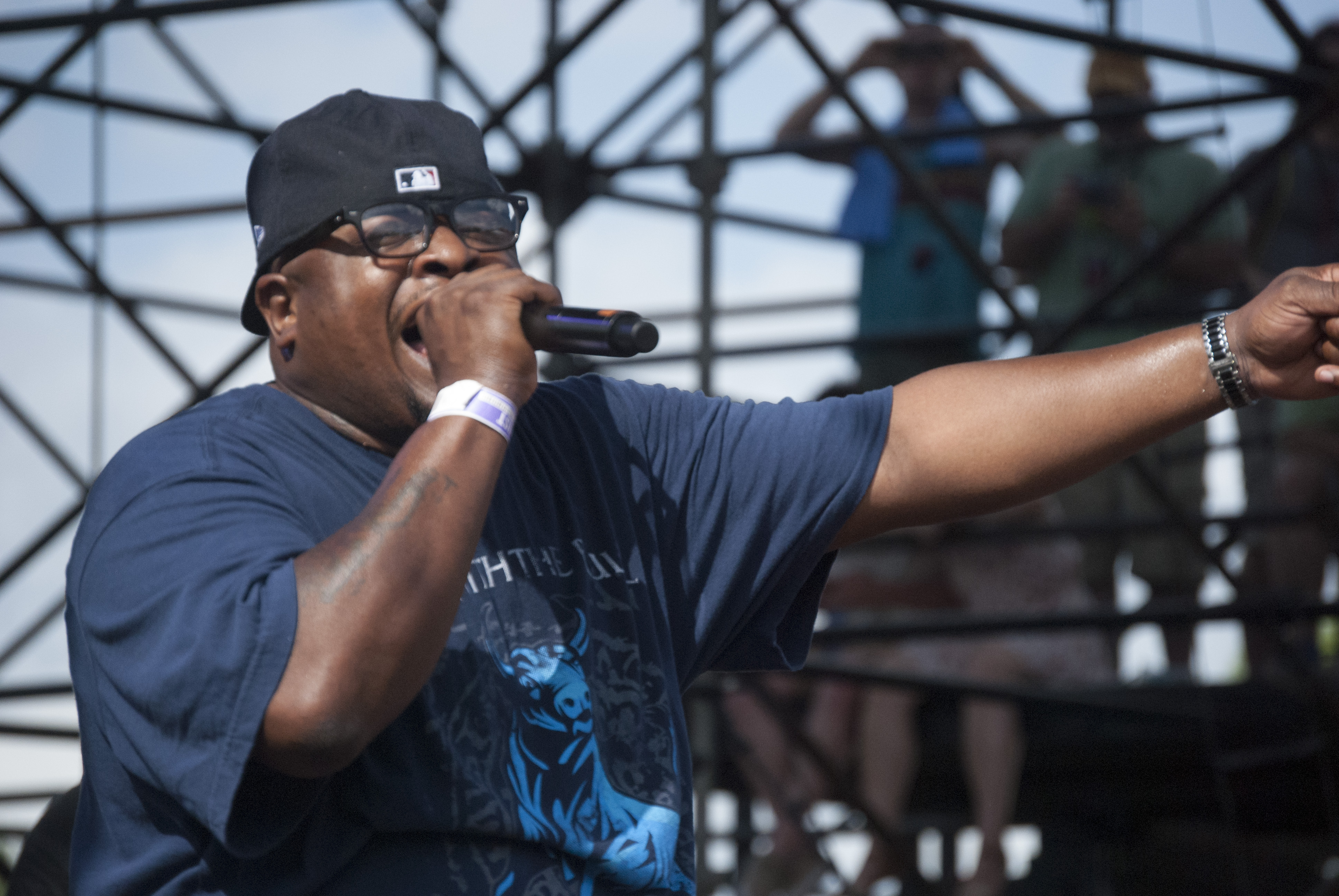
来自Geto Boys的rapperScarface

这也是本地音乐崛起的年代。Bone Thugs-n-Harmony、Tech N9ne、Twista的快嘴让中西部说唱越来越火。南部说唱从90年代初期开始流行，来自德克萨斯州休斯顿的Geto Boys是最早出名并奠定了南部说唱的基础的说唱团体，1993年，Geto Boys的第三张专辑《We Can't Be Stopped》在发行后大获成功，最终成为RIAA认证的白金唱片。来自亚特兰大的嘻哈艺人在音乐性上进一步扩展说唱音乐，将南部嘻哈带入主流，其代表作有Arrested Development 的《3 Years, 5 Months and 2 Days in the Life Of...》（1992）、Goodie Mob的《Soul Food》（1995）以及Outkast的《ATLiens》（1996）。1995年8月，来自亚特兰大的二人嘻哈组合Outkast在1995 Source Awards上获得“最佳新人说唱团体”奖，这被视为亚特兰大嘻哈实力的证明。
嘻哈的元素在黄金年代也被继续融合进其他流行音乐风格。第一波说唱摇滚、说唱核和说唱金属纷纷进入主流市场，代表艺人包括Run-DMC、Beastie Boys和Rage Against the Machine。

#### 东西海岸之争

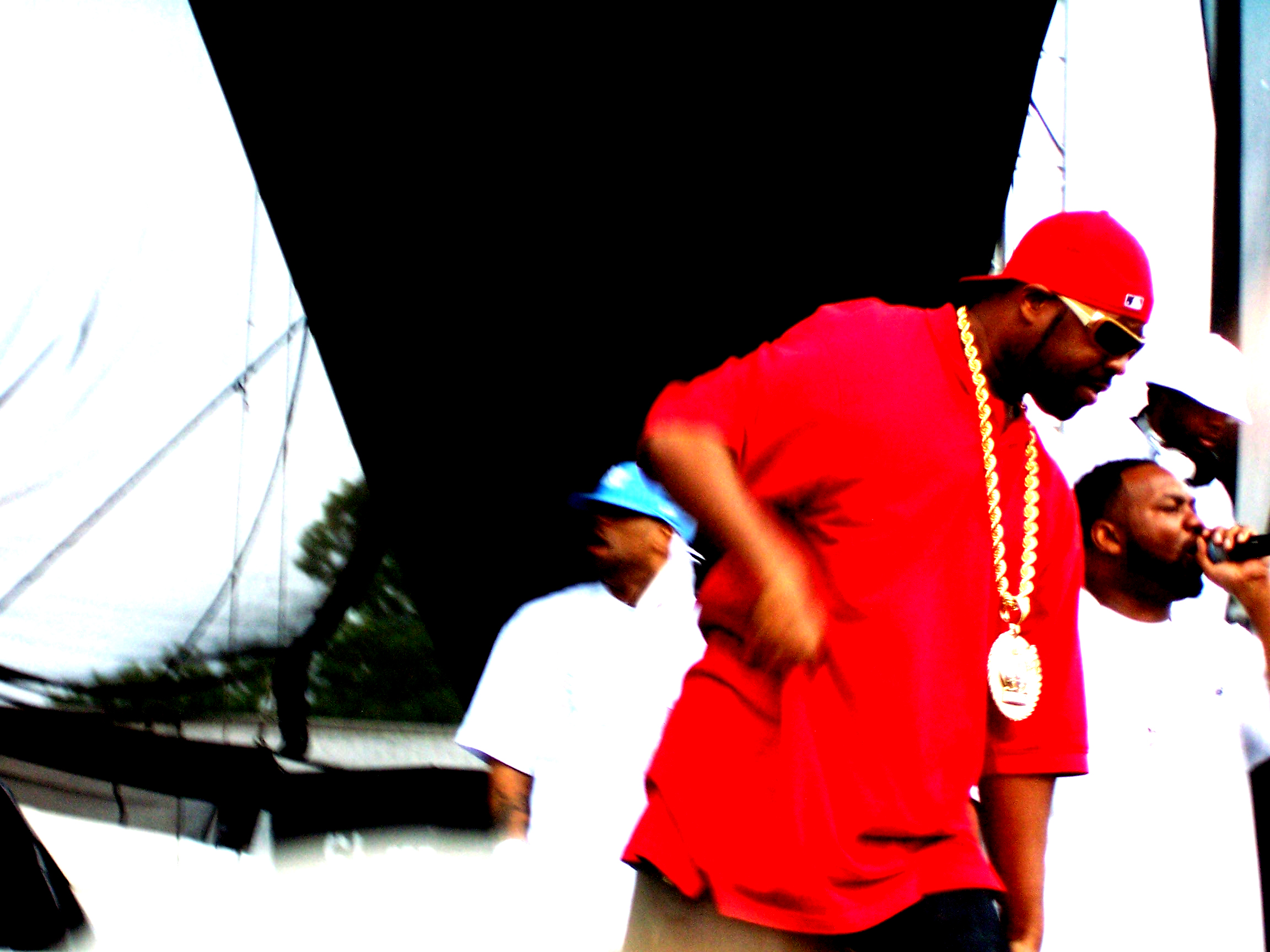
2007年，Wu-Tang Clan在Virgin Festival表演

20世纪90年代初，Native Tongues是美国东海岸嘻哈乐坛的代言人，其成员包括De La Soul、Prince Paul、A Tribe Called Quest、Jungle Brothers、3rd Bass、Main Source、Black Sheep和 KMD。最初，起初，这些纽约音乐人倡导关注生活中的积极面，1989年，De La Soul发行首张专辑专辑《3 Feet High and Rising》提出了「daisy age」（直译为雏菊，也是「da inner sound y'all」的首字母缩写）概念。但很快，歌词中开始出现匪帮、暴力、性等更为黑暗的主题:143。
1993年11月，纽约嘻哈团体Wu-Tang Clan发行专辑《Enter the Wu-Tang (36 Chambers)》，以硬核说唱风格回应了西海岸的匪帮说唱潮流:330f。Wu-Tang Clan的十名成员也开始通过各自的作品打造出一个相互呼应、相互宣传的嘻哈宇宙，RZA担任了其中绝大部分专辑的制作人，其经典之作包括Raekwon的《Only Built 4 Cuban Linx...》（1995）、GZA的《Liquid Swords》（1995）以及Ghostface Killah的《Ironman》（1996）。。次年，Nas的《Illmatic》和Notorious B.I.G.的《Ready to Die》两张里程碑式的专辑为纽约嘻哈带来复兴。很多知名制作人在这一时期都通过制作优秀的专辑脱颖而出，其中包括上文提到的RZA；参与制作《Illmatic》的DJ Premier、Pete Rock、Large Professor、Q-Tip；制作《Ready to Die》的Diddy等。
在西海岸，1991年11月，Tupac Shakur发行了于加利福尼亚列治文录制的首张专辑《2Pacalypse Now》。1992年12月，Dr. Dre发行了确立了G-funk风格的首张个人专辑《The Chronic》，并获得RIAA三白金销量认证 。1993年11月，Snoop Dogg发行同样为G-funk风格的首张专辑《Doggystyle》，该专辑延续并超越了Dr. Dre的榜单统治力，获得RIAA四白金销量认证。

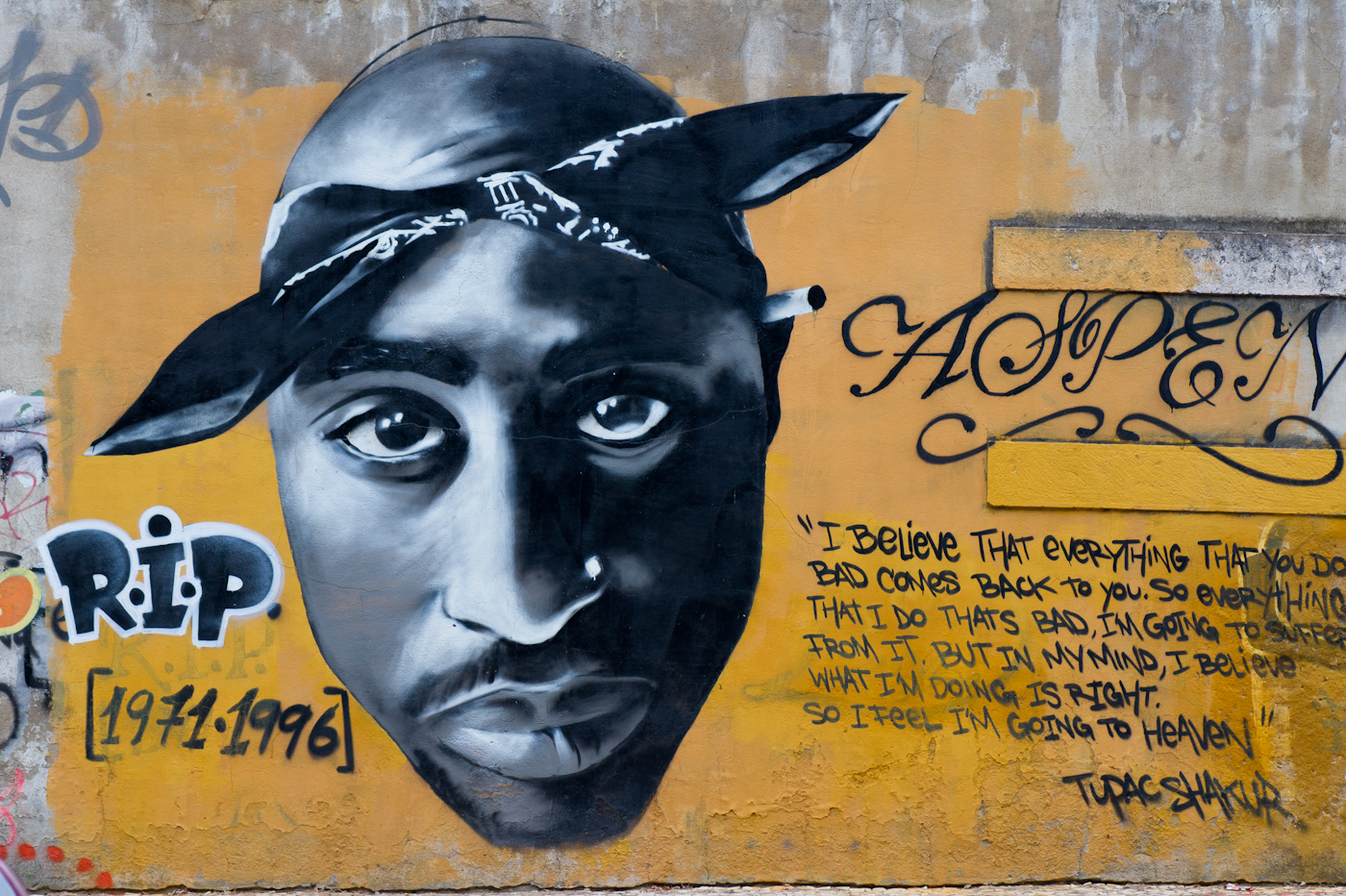
纪念Tupac Shakur的涂鸦

在嘻哈中制造对立对销量有利，这早在80年代就被Kool Moe Dee与LL Cool J验证过。90年代，媒体开始炒作嘻哈的东西海岸之争，强调东、西海岸的对立逐渐地在嘻哈歌手中成为潮流，但这样的对立很快从歌词变成了线下的暴力。Notorious B.I.G.和Tupac Shakur是东西海岸对立的两个标志性人物。1994年11月30日，Tupac Shakur在纽约遭到五次枪击，他将此事归咎于Diddy和Notorious B.I.G.在内的一伙东海岸音乐人。随后，Tupac离开Interscope Records，转投Dr. Dre创建的Death Row Records，1996年2月13日，Tupac发行了该厂牌名义下的第一张专辑《All Eyez on Me》，以不断强调他与东海岸艺人的矛盾作为宣传策略，随后这一做法大获成功，专辑销量暴涨。距离他专辑发行不到7个月，Tupac在9月7日于拉斯维加斯被谋杀。1997年3月9日，Notorious B.I.G.在洛杉矶被枪杀。虽然东西海岸之争牵涉了数十人引发的无数纷争，但Tupac与Biggie之死通常被认为这场冲突最重要的核心事件。他们的死亡也被视为嘻哈黄金年代结束的标志。

#### 商业化与新方向

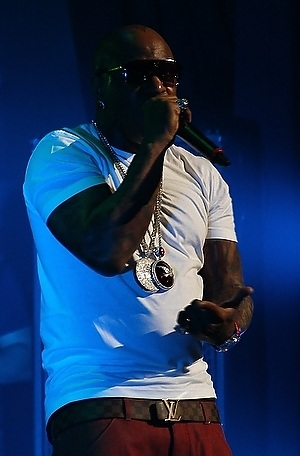
Birdman

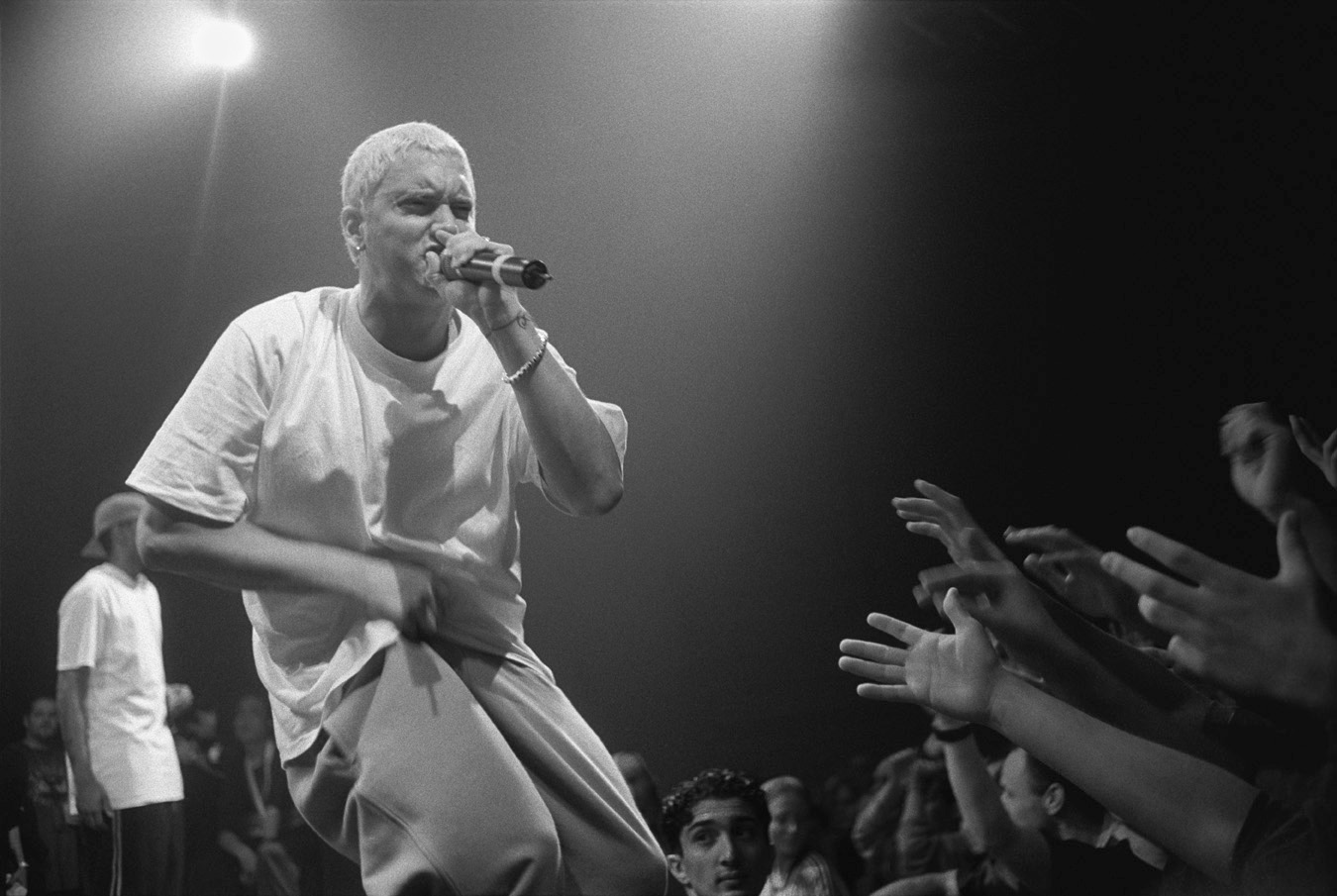
Eminem

#### 另类说唱

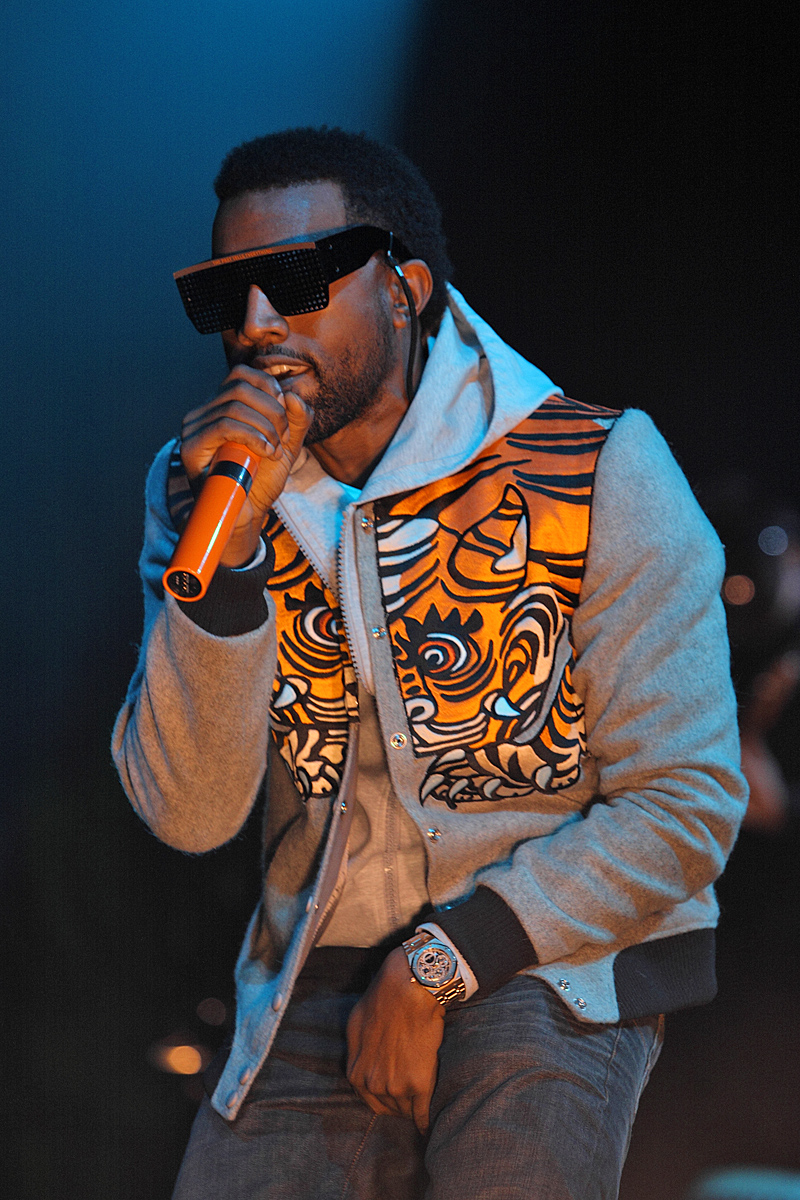
Kanye West

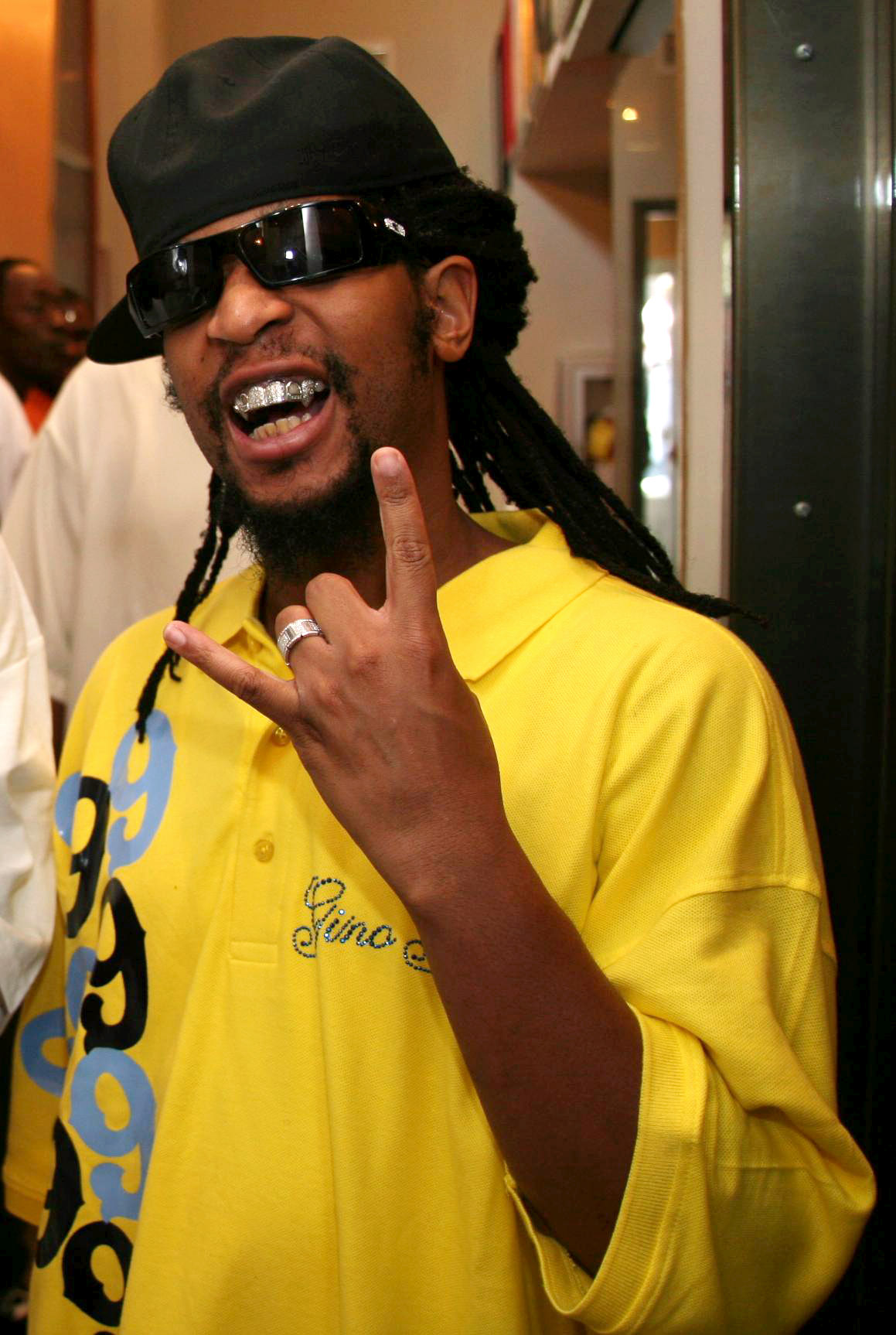
Lil Jon

#### 互联网销售的衰竭

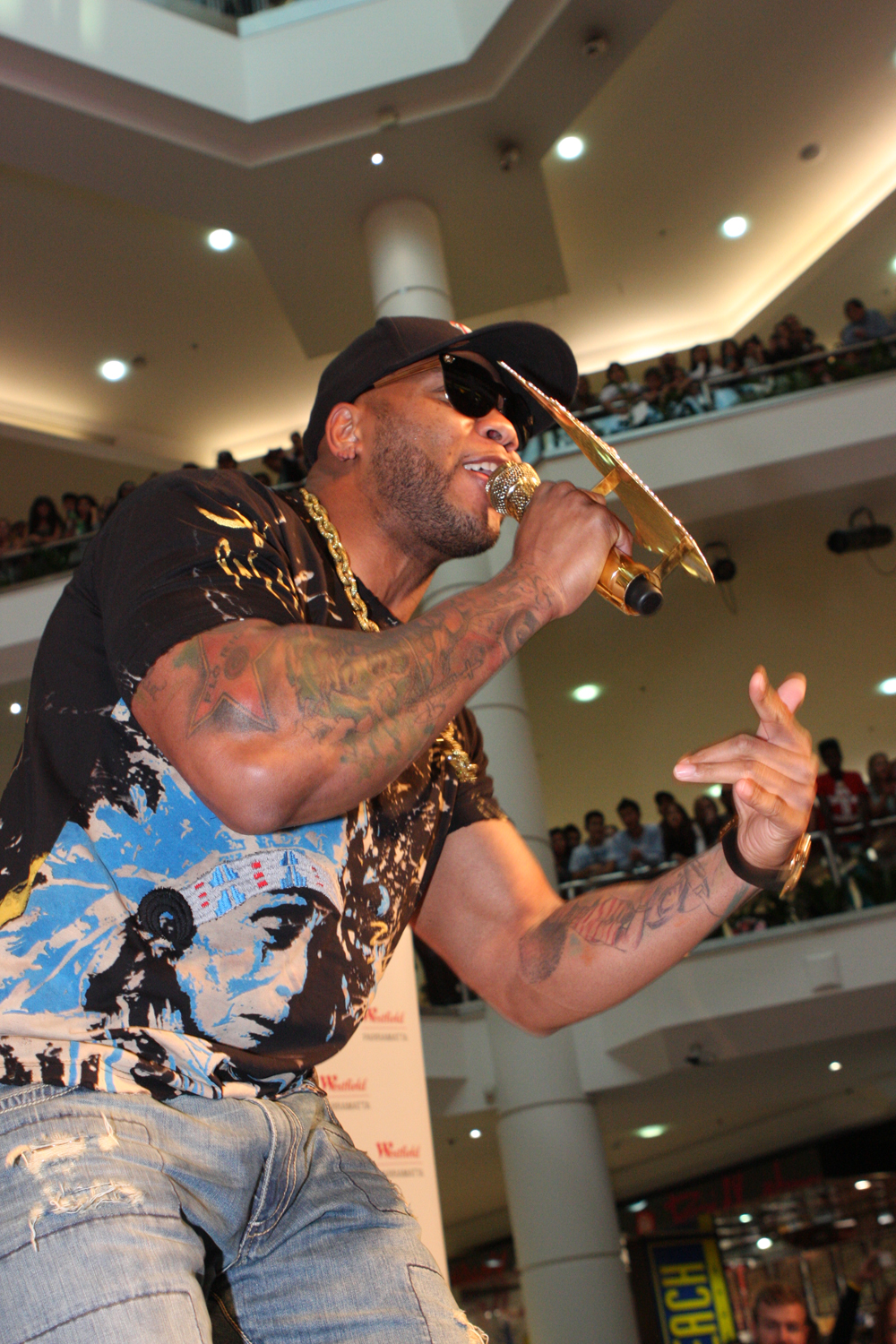
Flo Rida